# Handicap au cinéma

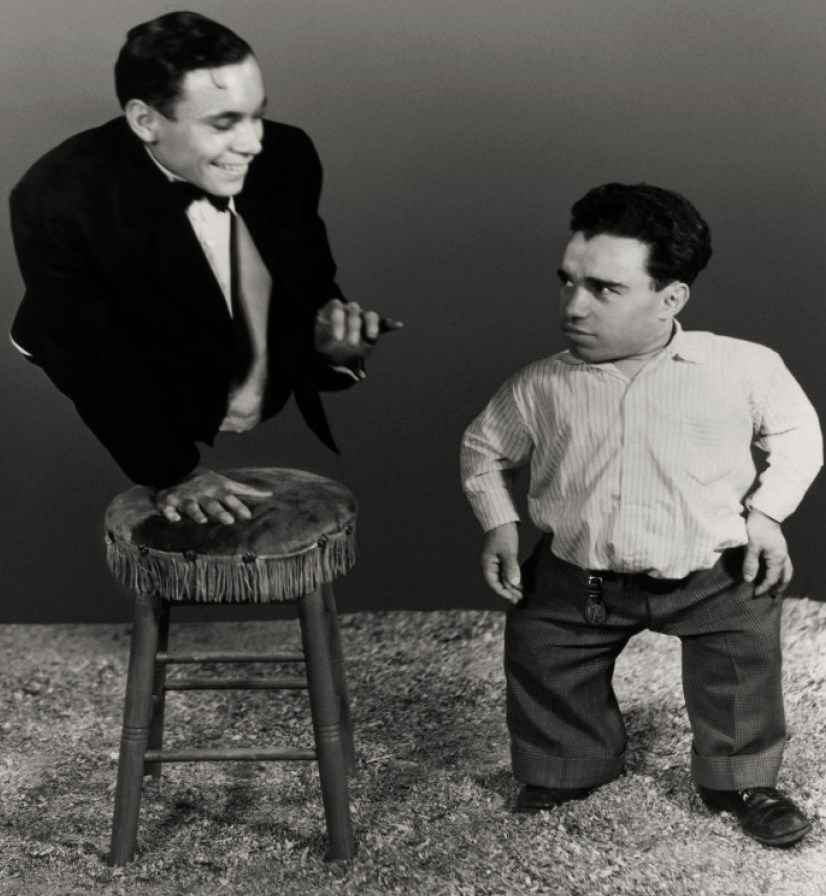
Johnny Eck et Angelo Rossitto dans La Monstrueuse Parade

Le handicap au cinéma est un thème cinématographique, et la représentation dans des films de fiction ou documentaires, de personnages fictifs ou réels en  situations de handicap physique ou mental. Dès les premiers temps du cinéma, les cinéastes représentent des personnes handicapés. Une des premières représentations notables se trouve dans le mélodrame de D. W. Griffith Les Deux Orphelines de 1921, mettant en scène deux sœurs dont l'une est atteinte de cécité.
Longtemps le personnage handicapé sert de ressort mélodramatique ou comique dans des films où il n'est pas le sujet principal. C'est en 1932 que Tod Browning met en scène pour la première fois, de vraies personnes handicapées, pour son film La Monstrueuse Parade, mais ce cas fait figure d'exception à Hollywood. En 2021 une étude de l'ONG Nielsen and RespectAbility constate que 95% des rôles à handicap sont encore interprétés par des acteurs valides. Un long métrage a été produit pour la chaîne Canal Plus en 2021 retraçant l’histoire de la représentation du handicap au cinéma , Pas de bras pas de cinéma ?, de Julien Richard-Thomson, réalisateur en situation de handicap.  